# Cassibrós
Cassibrós es una localidad española perteneciente al municipio leridano de Vall  de Cardós, en la comunidad autónoma de Cataluña.

## Historia
La localidad, por entonces un municipio con ayuntamiento propio, contaba hacia mediados del siglo XIX con 97 habitantes. Junto a ella pasa el río Noguera de Cardós. Aparece descrita en el sexto volumen del Diccionario geográfico-estadístico-histórico de España y sus posesiones de Ultramar de Pascual Madoz de la siguiente manera:

CASIBROS: l. con ayunt. en la prov. de Lérida (30 hor.), part. jud. de Sort. (6 1/2), aud. terr. y c. g. de Cataluña (Barcelona 52), dióc. de Seo de Urgel (9): sit. encima de un montecito , rodeado de elevadas montañas: le combaten los vientos de N. y S., y el clima es frio. Tiene 11 casas y la igl. (San Andrés), es aneja de la parr. de Rivera cuyo cura la sirve. Confina el term. N. con Aynet (1/4 de hora); E. Besant (á 2); S. con Rivera, y O. Bonestarre á igual dist. que el primero: se hallan en él varias fuentes naturales de aguas de buena calidad; y á dist. de un tiro corto de fusil pasa el r. Noguera de Cardos , que en llegando á Llavorsi , toma el de Noguera Pallaiesa; nace á 3 hor. de este pueblo en los montes llamados de Tabescan, y cosa de una leg. del mismo se encuentra el monte despoblado llamado Buso. El terreno es montuoso, pedregoso y poco llano; y los únicos caminos que hay, conducen al centro de la prov., montes de Tabascan y Francia. El correo lo reciben de la estafeta de Rivera dist. 1/4 de hora, por espreso, los jueves y domingos; y sale los miércoles y sábados. prod.: trigo, centeno, muchas cerezas y pastos; ganado lanar, cabrio y vacuno siendo preferidos las dos primeras clases: hay caza de perdices, liebres y gallinas monteses; y pesca de truchas y anguilas, aunque de estas pocas. ind. y comercio: la primera consiste en la recria del ganado; y el segundo en su venta para proveerse de los artículos de que carecen. pobl. 10 vec., 97 alm. cap. imp. 14,017 rs. contr.: el 14'28 por 100 de esta riqueza.
(Madoz, 1846, p. 66)

En 2021 la localidad, perteneciente al municipio de Vall de Cardós, contaba con 20 habitantes.